# James Phipps

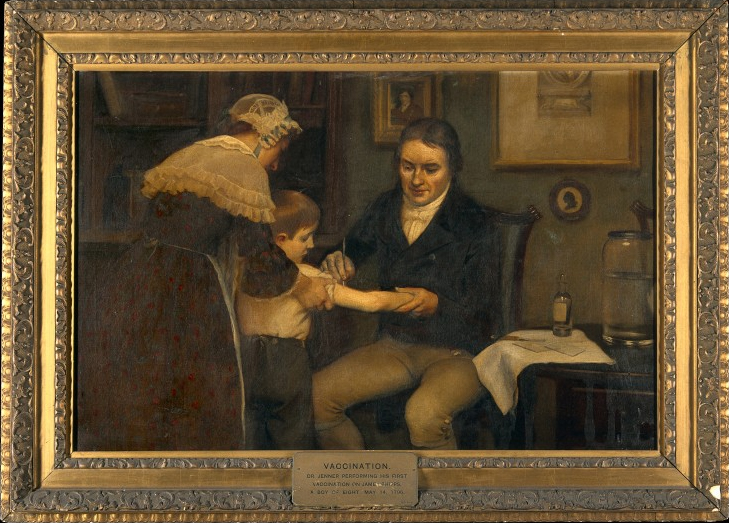
Gemälde von Ernest Board (Anfang 20. Jahrhundert) mit der Darstellung der Impfung von James Phipps durch Edward Jenner

James Phipps (* 1788 im Parish Berkeley; † 25. April 1853) gilt weithin als erster Mensch, der von Edward Jenner mit Kuhpocken gegen Pocken geimpft wurde. In vielen Veröffentlichungen wird Phipps als der erste Mensch bezeichnet, der geimpft wurde. Medizinhistorisch gesehen ist dies jedoch nicht korrekt.

## Leben

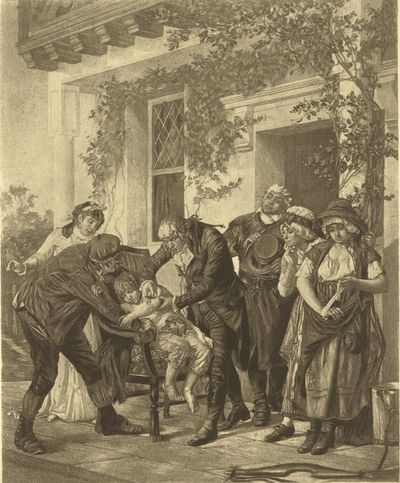
Darstellung der Impfung von James Phipps, Lithographie von Gaston Mélingue (um 1894)

Phipps war der Sohn eines armen Landarbeiters, der bei Jenner als Gärtner arbeitete. Am 14. Mai 1796 wurde James Phipps im Alter von acht Jahren von dem englischen Landarzt Edward Jenner gezielt mit Kuhpocken gegen Pocken geimpft.
Dazu entnahm Jenner aus einer Pustel von der Hand der an Kuhpocken erkrankten Milchmagd Sarah Nelmes (in einem späteren Brief schreibt Jenner von Lucy Nelmes) Flüssigkeit und impfte damit James Phipps.
Jenner machte dafür zwei oberflächige Einschnitte in der Haut des Jungen. Er schrieb dazu: „Am siebten Tag klagte er über Unbehaglichkeiten in der Achsel und am neunten Tag wurde ihm etwas kalt, verlor seinen Appetit und hatte etwas Kopfschmerzen. Während des ganzen Tages war er spürbar unpässlich und verbrachte die Nacht mit einem gewissen Grad der Ruhelosigkeit; aber am folgenden Tag ging es ihm hervorragend.“
Nach sechs Wochen führte Jenner bei Phipps eine Variolation mit Material aus einer „richtigen“ Pockenpustel durch. Der Junge erkrankte nicht. Jenner schloss daraus, dass der Schutz vollständig war.
Als Phipps Jahre später heiratete und eine Familie mit zwei Kindern gründete, überließ ihm Edward Jenner ein Wohnhaus in Berkeley. In diesem Wohnhaus befand sich von 1968, dem Jahr seiner Gründung, bis 1982 das Edward Jenner Museum.
Vor Phipps wurde bereits bei anderen Personen erfolgreich eine Vakzination mit Kuhpocken gegen Pocken vorgenommen. So führte der Kieler Peter Plett 1791 Impfungen an drei Kindern und der Engländer Benjamin Jesty 1774 an drei Mitgliedern seiner Familie durch.

## Rezeption
Mit den heute geltenden Standards der Medizinethik betrachtet, war Jenners Menschenversuch an James Phipps ethisch unhaltbar. Für die Medizin stellt er jedoch einen wichtigen Meilenstein dar.